# Tatjana Wasiljewa
Tatjana Grigorjewna Wasiljewa (ros. Татья́на Григо́рьевна Васи́льева; ur. 28 lutego 1947) – radziecka i rosyjska aktorka filmowa, teatralna i głosowa. Ludowy Artysta Federacji Rosyjskiej (1992). W latach 1983–1992 aktorka Moskiewskiego Teatru Akademickiego im. Majakowskiego. 

## Wybrana filmografia

### filmy animowane
- 1981: Alicja w Krainie Czarów jako Czerwona Królowa
- 1982: Alicja po drugiej stronie lustra jako Czarna Królowa

## Odznaczenia
- 1992: Ludowy Artysta Federacji Rosyjskiej[1]
- 2013: Order Honoru[2]